# Jan IV Postnik
Jan IV Postnik, gr. Ιωάννης Δ΄ Νηστευτής (zm. 2 września 595) – patriarcha Konstantynopola w latach 582–595.

## Życiorys
Za czasów Jana III Scholastyka był sakellariosem (skarbnikiem patriarchatu). Wybrany patriarchą, nadal praktykował umartwienia, dzięki którym zdobył przydomek „Postnik” (Ieiunator). Był przeciwnikiem cesarskiej polityki wobec Persji (cesarz popierał Chosroesa II). Ogłosił się patriarchą ekumenicznym, co wywołało ostrą reakcję papieża Grzegorza I Wielkiego.

## Kult
Wspominany w dniach 18 lutego i 2 września, szczególnym kultem cieszył się na Rusi.